# Erisos
Erisos (griechisch Έρισος (m. sg.)) ist ein Gemeindebezirk der Gemeinde Sami auf der griechischen Insel Kefalonia. Er entstand 1997 als Gemeinde aus dem Zusammenschluss von 13 Landgemeinden. Mit der Verwaltungsreform 2010 ging Erisos als Gemeindebezirk zunächst in der Gemeinde Kefalonia auf. Nach der Auflösung dieser Gemeinde kam der Gemeindebezirk Erisos zur neu gegründeten Gemeinde Sami.
Der Gemeindebezirk umfasst hauptsächlich die gleichnamige nördliche Halbinsel, mit den kleinen Hafenorten Fiskardo und Asos sowie den Strand von Myrtos, den sich Erisos mit Pylaros teilt.
Die Gemeinde hatte in der Antike eine gewisse Bedeutung und Eigenständigkeit, erst der Bau einer befestigten Straße durch das Gebiet der Gemeinde zu Beginn des 19. Jahrhunderts schloss diese enger an die restliche Insel an.